# Liste des évêques de Vence
Cette page présente la liste des évêques de Vence.

## Liste des évêques
| Période      | Nom usuel                                   | Nom éventuel en latin   | Remarque |
| ------------ | ------------------------------------------- | ----------------------- | --- |
| v. 363       | Andinus, saint,                             |                         | |
| 374          | Eusèbe, saint,                              |                         | Eusèbe assiste au premier concile de Valence de 374. |
| 412          | Juvin, saint,                               | Juvinius                | |
| 419, 442     | Sévère                                      | Severus                 | L'évêque Severus assiste aux conciles régionaux de Riez, en 439, et de Vaison en 442. Il est probablement le destinataire d'une lettre pontificale en 419. |
| 442, 447     | Arcadius,                                   |                         | Arcadius proclame sans doute dans son diocèse le dogme de la maternité divine de la très sainte vierge. Arcadius assiste au concile de Riez en 439. |
| 451-492      | Véran, saint,                               | Veranus                 | Veranus, moine de Lérins. Il est élu le 10 octobre 446 évêque de Vence. En 451, il écrit au pape Léon le Grand « qui avait demandé aux évêques un acte d'adhésion aux décrets du Saint-siège contre l'eutychianisme ». Il participe au concile d'Arles de 475, « assemblé contre les semi-pélagiens ». |
| 492-528,     | Prosper, saint                              |                         | Prosper est un moine de Lérins. Il assiste au concile d'Arles de 527. |
| 528-541      | Firmin                                      |                         | Firmin siège aux conciles d'Orange et de Vaison de 529. |
| 541-588      | Deuthère, bienheureux                       | Deuterius ou Deotherius | Deuterius participe aux conciles d'Orléans de 541 et 549, et envoie un représentant à celui de Mâcon en 585. Grégoire de Tours a écrit qu'il est mort en 588 et a été remplacé par Phronimius. |
| 587          | Fronime de Bourges,                         | Phronimius              | Phronimius, ancien évêque d'Agde, cité par Grégoire de Tours. |
| v. 644       | Aurélien,                                   | Aurelianus              | Aurelianus participe au concile de Chalon de 650. |
| de 650 à 865 |                                             |                         | La région est occupée par les Sarrasins et Vence n'a plus d'évêques. |
| 866          | Lieutaud,                                   | Lieutadus               | Lieutadus connu par une lettre qu'il a écrite en 868 à Wenilo (Vénilon ou Ganelon), archevêque de Rouen. |
| 878          | Waldère ou Waldène ou Valdine               | Waldenus                | Le pape Jean VIII reproche en 878 à l'archevêque d'Embrun, Aribert, d'avoir écarté du siège de Vence le diacre Waldenus régulièrement élu et approuvé par l'empereur Charles le Chauve et d'en avoir ordonné un autre. La même année une lettre est envoyée à Utifredus, évêque de Vence.              |
| 878          | Utifredus                                   |                         | |
| 879          | Elie                                        |                         | |
| ?-992        |                                             |                         | La région est à nouveau occupée par les Sarrasins et Vence n'a plus d'évêques. |
| 995-1020     | Arnoul                                      |                         | |
| 1020-1060    | Durand                                      |                         | Durand assiste au concile de Saint-Gilles-lès-Arles de 1056. |
| 1060-1114    | Pierre Ier d'Opio                           |                         | |
| 1114-1154    | Lambert, saint                              |                         | Lambert est un moine de Lérins. |
| 1154-1158    | Raynaud ou Renaud                           |                         | |
| 1158-1174    | Raymond Ier ou Raimond Ier                  |                         | |
| 1176-1193    | Guillaume I Giraud ou Girardi               |                         | Guillaume Girardi assiste au concile de Latran de 1179. |
| 1193-1210    | Pierre II de Grimaldi                       |                         | fils de Grimaldi III. |
| 1214         | ?                                           |                         | Inconnu |
| 1216, 1229   | Raimond II                                  |                         | Règle en 1216 un différend entre les habitants de Cagnes et de Saint-Laurent-du-Var et les Hospitaliers d'Agrémont. Quitte son siège en 1229. |
| 1229-1257    | Guillaume II Riboti ou Ribotti              |                         | |
| 1257-1263    | Pierre III                                  |                         | |
| 1263-1290    | Guillaume III de Sisteron                   |                         | |
| 1291-1308    | Pierre IV d'Avignon ou d'Aragon             |                         | Assiste à la translation des reliques de saint Maximin. Il assiste au concile d'Embrun. |
| 1308-1312    | Foulques I                                  |                         | |
| 1312-1319    | Pierre V                                    |                         | |
| 1319-1324    | Raymond III                                 |                         | |
| 1324-1325    | Pierre VI Malirati                          |                         | |
| 1325-1328    | Foulques II Chatelmi                        |                         | |
| 1328-1335    | Raymond IV                                  |                         | |
| 1335-1346    | Arnaud Barcillon                            |                         | |
| 1347-1348    | Jean I Coci                                 |                         | |
| 1348-1360    | Guillaume IV de Digne                       |                         | |
| 1360-1375    | Étienne de Digne                            |                         | |
| 1375-1399    | Boniface du Puy                             |                         | |
| 1384-1404    | Jean II Abrahardi                           |                         | |
| 1404-1409    | Raphaël I                                   |                         | |
| 1409-1415    | Jean III                                    |                         | |
| 1415-1420    | Paul I de Caire                             |                         | |
| 1420-1439    | Louis de Glandevès                          |                         | |
| 1439-1459    | Antoine I Sabranti                          |                         | |
| 1459-1463    | Armand I                                    |                         | |
| 1463-1491    | Raphaël Monso                               |                         | |
| 1491-1494    | Jean de Vesc                                |                         | Transféré à Agde en 1494 |
| 1494-1501    | Aymar de Vesc                               |                         | |
| 1508-1510    | Alexandre Farnese                           |                         | Cardinal, futur pape Paul III de novembre 1534 à novembre 1549 |
| 1510-1523    | Jean-Baptiste Bonjean                       |                         | |
| 1522-1530    | Robert Ceneau (ou Cénalis)                  |                         | |
| 1530-1541    | Balthasar de Jarente                        |                         | |
| 1541-1554    | Nicolas de Jarente                          |                         | |
| 1555-1560    | Jean-Baptiste Rambaud de Simiane            |                         | |
| 1560-1576    | Louis Grimaldi de Beuil                     |                         | |
| 1576-1588    | Audin de Garidelli                          |                         | |
| 1588-1601    | Guillaume Le Blanc                          |                         | |
| 1601-1638    | Pierre du Vair                              |                         | |
| 1638-1672    | Antoine Godeau                              |                         | |
| 1672-1682    | Louis de Thomassin                          |                         | Transféré à Sisteron en 1682 |
| 1682-1685    | Théodore Germain Allart                     |                         | |
| 1686-1697    | Jean-Balthazar de Cabanes de Viens          |                         | |
| 1697-1714    | François des Balbes de Berton de Crillon    |                         | Transféré à Vienne en 1714 |
| 1714-1727    | Flodoard Moret de Bourchenu                 |                         | Démissionnaire |
| 1728-1754    | Jean-Baptiste Surian                        |                         | |
| 1755-1758    | Jacques de Grasse de Bar                    |                         | Transféré à Angers en 1758 |
| 1759-1763    | Gabriel François Moreau                     |                         | Transféré à Mâcon en 1758 |
| 1763-1769    | Michel-François de Couët du Vivier de Lorry |                         | Transféré à Tarbes en 1769 puis Angers en 1782 |
| 1769-1771    | Jean V de Cairol de Madaillan               |                         | Transféré à Grenoble en 1771 |
| 1772-1783    | Antoine-René de Bardonnenche                |                         | |
| 1784-1801    | Joseph Pisani de La Gaude                   |                         | Exilé à Rome (1792-1802), démissionnaire (1802). Nommé à Namur en 1802 |